# Alejandra Climent Jordá
Alejandra Climent Jordá (València, 20 de juny de 1975) és una política valenciana, diputada a les Corts Valencianes en la V i VI legislatures.
Llicenciada en psicologia, en 1997 fou escollida Fallera Major de València. Militant del Partido Popular, fou escollida diputada a les eleccions a les Corts Valencianes de 1999. L'agost de 1999 renuncià al seu escó quan fou nomenada Subdirectora del Gabinet del President de la Generalitat Valenciana, càrrec que va ocupar fins a l'abril de 2003. Després fou escollida novament diputada a les eleccions a les Corts Valencianes de 2003. De 2003 a 2007 fou presidenta de la Comissió Permanent no legislativa de Drets Humans, Cooperació i Solidaritat amb el Tercer Món de les Corts Valencianes.